# Adolf Louwens
Adolf Louwens (ook bekend als Adolphus Louwens en andere variaties) (1600 – Groningen, 30 april 1668) was een Nederlands regent. Hij was in de zeventiende eeuw burgemeester van Groningen.

## Leven en werk
Louwens werd in 1600 geboren als een zoon van de eerste predikant van Loppersum Leo Abels en hij was een kleinzoon van de eigenerfde boer en kroniekschrijver Abel Eppens. Hij studeerde filosofie aan de Universiteit van Groningen en daarna rechten aan de Universiteit van Leiden. Louwens begon zijn carrière in 1625 als secretaris van de Ommelanden. Vervolgens werd hij secretaris van de Hoge Justitiekamer van Stad en Lande. Ook was hij curator van de Universiteit van Groningen. Later werd hij raadsheer, lid van de Raad van State en gedeputeerde van de Staten voor de stad Groningen. Nadien bekleedde hij het burgemeesterschap van Groningen voor negen jaren.
Louwens trouwde in 1626 met Taetke Northoren, dochter van de burgemeester Johan Noorthoorn. In 1637 hertrouwde hij met Hille Gockinga, dochter van Scato Gockinga,  raad en syndicus der Ommelanden en lid van het geslacht Gockinga. De politicus Scato Gockinga was een zoon van Hille Gockinga. Louwens hertrouwde in 1650 met Cornelia Schaij, weduwe van Asinghe Entens Maneel.